# كتلة ذرية قياسية

مثال: النحاس في المصادر الأرضية. يوجد نظيران: النحاس 63 (62.9 u) والنحاس 65 (64.9 u)، بوفرة 69 ٪+31 ٪. الوزن الذري القياسي (A_{r, standard}) للنحاس هو متوسط العينتين، مع أخذ وفرتهما بعين الاعتبار، وبعد ذلك المتوسط يُقسم على الوحد العيارية 1/12 ^{12}C.

الكتلة الذرية القياسي أو الوزن الذري القياسي (بالإنجليزية: Standard atomic weight)‏ (Ar، المعياري) هو الوزن الذري (Ar) لعنصر كيميائي كما يظهر ويتواجد في البيئة الأرضية، ويعكس تباين النظائر الطبيعية للعنصر واختلاف أوزانها. يتم تحديد القيم بواسطة التعريف الحصري الخاص بمنظمة إيوباك (CIAAW)  للمصادر الأرضية الطبيعية والمستقرة، وهو الوزن الذري العملي الأكثر شيوعًا واستخداما، لتحديد الكتلة المولية على سبيل المثال.
التعريف الخاص للكتلة الذرية القياسية هو استخدام العديد من المصادر التمثيلية (عينات) من الأرض، بحيث يمكن استخدام القيمة على نطاق واسع باعتبارها «الوزن الذري» للعناصر الحقيقية الموجودة - كما هو الحال في مجال الصيدلة والبحث العلمي. الأوزان الذرية للعنصر تختلف حسب مصادره الفردية وعيناته، مثل الوزن الذري للكربون في عظم معين من موقع أثري معين. تُعمِّم الكتلة الذرية القياسية هذه القيم إلى نطاق الأوزان الذرية التي قد يُتوقع من الكيميائي اشتقاقُها من عينات الأرض العشوائية المتعددة. هذا النطاق هو سبب ترميز المجال في بعض قيم الكتلة الذرية القياسية.
من بين العناصر الكيميائية المعروفة البالغ عددها 118، هناك 84 عنصرًا مستقرًا وله هذه القيمة المبنية على بيئة الأرض. على سبيل المثال الهليوم: Ar, standard(He) = 4.002602(2). يشير الرقم (2) إلى عدم اليقين في آخر رقم معروض، ويُقرأ 4.002602 ±  0.000002. تنشر إيوباك كذلك قيمًا مختصرة تقريبًا إلى خمسة أرقام، وكمثال على هذه القيم المختصر الهليوم Ar, abridged(He) = 4.0026 .
تتباعد وتختلف العينات عن هذه القيمة بالنسبة إلى اثني عشر عنصرًا، لأن لمصادر عيناتها تاريخُ اضمحلالٍ مختلفٍ.على سبيل المثال، لدى الثاليوم (Tl) في الصخور الرسوبية تركيبة نظائرية مختلفة عن مثيلتها في الصخور والغازات البركانية. بالنسبة لهذه العناصر يُشار إلى الكتلة الذرية القياسية كمجال: Ar, standard(Tl) = [204.38, 204.39] بالنسبة للحالات الأقل تطلبًا، تنشر إيوباك كذلك قيمةً متفقا عليها، بالنسبة للثاليوم Ar, conventional(Tl) = 204.38 .